# Девастирање православних светиња на Косову и Метохији до распада СФРЈ
Девастирање православних светиња на Косову и Метохији до распада СФРЈ означава историјски период у време владања комунистичке власти, тј. од завршетка Другог светског рата (1945), до 1989. године, који се карактерише прогоном Срба, верника и свештенства православне вере и забраном њиховог повратка на Косово и Метохију, као и одузимањем и национализацијом имовине Српској цркви, односно манастирима на територији Рашко-призренске епархије.
Територијалне промене државних граница, условљене учесталим променама државног и друштвеног уређења у току друге половине 20. века, утицале су и на просторни положај српског културног наслеђа, које је често остајало ван граница и утицаја Србије. Прелаз Краљевине Југославије у Демократску Федеративну Југославију 1943. а потом у Федеративну Народну Републику Југославију 1945. године, само су неке суштинске промене у унутрашњој организацији државе, док се промена државних граница и оснивање шест Република и јачање власти у две српске покрајине наставља у наредним деценијама, када 1963. држава мења име у Социјалистичка Федеративна Република Југославија и у том облику траје до 1992. када прераста у Савезну Републику Југославију са само две Републике Србијом и Црном Гором, и две покрајине (Косовом и Метохијом и Војводином).
Друштвене промене, настале формирањем тзв. Друге Југославије, имаће последице за укупну верску делатност у држави, па и за опстанак манастира на Косову и Метохији. „Званично марксистичко-лењинистичко схватање Хришћанства и уопште религије није било на линији једног хуманистичког филозофског атеизма већ милитантног политичког антитеизма,“, што на неки начин објашњава однос државних институција према Српској православној цркви, и утицај на опстанак монашких заједница.
Ставови друштва из овог периода одразили су се не само на свештенство и вернике већ и на црквене грађевине које су повремено рушене и пренаменоване или на манастире кроз чије порте су грађене саобраћајнице или у чијој близини су отварани каменоломи. Пример рушења петокуполне цркве-костурнице Свете Тројице у Ђаковици, минирањем од стране комуниста, на дан Светог Саве, 1949. један је од најдрастичнијих доказа политичког антитеизма, непосредно после завршетка Другог светског рата на простору Косова и Метохије.

## Општа разматрања
Још пре него што је комунистичка власт овладала Југославијом и простором Косова и Метохије КПЈ је тридесетих година 20. века интензивно радила на слабљењу српског утицаја, укључујући ту и верски на овом простору. То се најбоље може сагледати у документима КПЈ из средине 30-их година 20. века, у којима они занемарују постојање Срба у Метохији, и искључиво се обраћају „Арнаутима” и „Црногорцима”. На крају једног прогласа Обласног комитета КПЈ за Косово и Метохију из 1937. стоји:
| „ | Живела арнаутска и црногорска заједничка борба за слободу и грађанска права! Живела заједничка борба свих поробљених народа Југославије! | ” |

Искључивање српских елемента из борбе за национална права „поробљених народа” оставља јасан утисак да су Срби угњетачка нација, чиме је у потпуности КПЈ оправдавала и подржава удружену борбу осталих народа и националних мањина против заједничког непријатеља - српског народа.
Према мишљењу југословенских комуниста „слободу и равноправност свих угњетених народа” могуће је остварити једино у „борби против
великосрпских хегемониста свих боја и њихових агената како у редовима радничке класе тако и ван њених редова, као и агената страних империјалиста, у првом реду италијанског вођства црногорске федералистичке странке као и бегова и барјактара на Косову и Метохији као агената разних империјалиста”.
Мада је до средине 1940. постигнут „један мали успех” међу „арнаутске омладином”, укупан резултат налазио се испод очекиваних вредности.
Стога је „продор међу Арнауте и њихово окупљање око КП” означено као „главни задатак ОК КПЈ и целог чланства”. С тим у вези, комунисти су позивали на „борбу против колонизаторских метода српске буржоазије у тим областима и протеривање свих оних колонизованих елемената помоћу којих српски буржоазија угњетава македонске, арнаутске и друге народе”. У том контексту Миладин Поповић, политички секретар ОК КПЈ за Косово и Метохију, говорио је како су колонисти „стуб [српске] хегемоније”.
Преко комунистичке идеологије југословенства и братства и јединства Србија се претопила у СФР Југославију. Потпун раскид са старим вредностима – грађеним на историји, култури, религији, традицији и столетном животном искуству покидао је све дотад постојеће интерактивне споне српског народа и довео до његовог духовног расула. Комунистички интернационализам дао је значајан допринос разбијању српског народа, након кога је у великој мери Србија изгубила национални идентитет. У Србији је привидно нижа свест – национална, била замењена привидно вишом свешћу – интернационалном.
После Другог светског рата под пресијом комунизма у Србији се десио радикални раскид са традицијом и националном свешћу. Посебно оштар притисак је претрпела Српска православна црква (СПЦ). По окончању ратних дејстава стање је било следеће: велики број побијених свештеника у рату, многе цркве и манастири уништени, а ни међу постојећим свештенством СПЦ није било слоге из политичких разлога.
Међутим, и после рата, стање се не мења на боље. Убрзано почиње физичка ликвидација свештеника, напади, ометања у служби, отимање имовине, укидање православних обележја и сл. Комунисти су све више разбијали Српску православну цркву; одвајањем македонске православне цркве прогласом из 1958. године, затим званичном аутокефалношћу 1961. године. Образовање црногорске народности имало је за циљ дељење и слабљење српства, а први су то спроводили комунисти.
Поред тешкоћа и последица по манастирске грађевине и поседе цркве у околини манастира, цркве и манастири на простору Косова и Метохије били су угрожени наношењем штете и узурпацијом земљишта, јер је после Другог светског рата спроведен процес одузимања имовине црквама и верским заједницама у целој Југославији. Отуђивање власништва извршено је у више фаза, на основу законских поступака, „применом прописа о аграрној реформи, национализацији, секвестрацији, и других прописа који су донесени и примењивани после 1945. године, као и свим другим актима којима је вршено одузимање те имовине, без тржишне накнаде“. Подржављење црквене имовине извршено је над 2.827 поседа цркава и верских заједница (површина 172.022 ha), од чега 819 поседа (површина 53.941 ha) на територији Србије са покрајинама. 46.
Врхунац је представљало доношење Устава из 1974. године, којим су створене правне и институционалне претпоставке за разарање не само Југославије, већ и Србије, чији је уставно правни положај био поражавајући, са две покрајине Косовом и Војводином, које су имале прерогативе држава. Доношењу овог Устава, претходили су многи значајни догађаји, од којих је за овај текст значајна, албанска побуна из 1968. године и први захтеви „Косово Република”.
Покрајина Косово успостављена је као државни субјект у конфедерацији југословенских република, чиме су створени политички услови за легалну албанизацију Косова и Метохије и изгон Срба, на шта у име комунизма, није реаговало српско руководство. Албански сепаратизам перманентно је тињао у комунистичком покрету косовско-метохијских Албанаца, да би се после 1966. и 1968. претворио у шовинистички терор над српским становништвом и Српском православном црквом, на шта политика српског комунистичког вођства није одговорила одбраном националних интереса.
Бесомучна атеистичка пропаганда као основно обележје тадашње државне политике, представљала је један од најстрашнијих удараца слободи и савести на Косову и Метохији. Вишедеценијска комунистичка нетрпељивост и мржња према свему религијском у српском народу, као и неоправдано гушење свега националног код Срба, на простору Косова и Метохије, кулминирало је у осмој деценији 20. века.
Несумњиво такви односи допринели су непримереној експлозији исте такве нетрпељивости и мржње код Срба, као израза дуго потискиване агресивне енергије у народу, овога пута испољене не према себи, већ према другим народима и њиховом верском опредељењу на Косову и Метохији.

## Понашање Албанаца према СПЦ у периоду комунизма
Осим невоља које је на Косову и Метохији СПЦ имала од новог друштвеног уређења у целој Југославији након Другог светског рата, на Косову и Метохији учестали су и напади на манастирску имовину и монаштво од стране локалног, не српског, становништва. Наиме у време комунистичке власти, када је све више Албанаца било у институцијама Косова и Метохије на свим нивоима, албански националисти појачали су нападе на Српску православну цркву. То атаковање вршено је углавном кроз три вида деловања: 
- Напад на свештена лица (два пута је нападнут епископ рашко-призренски Павле – касније српски патријарх). Посебно су били чести напади на монашка лица (монахиње манастира Девича).
- Насилно одузимање имовине (пољопривредних усева), сеча манастирске шуме, одузимање стоке и друге имовине.
- Рушење, демолирање и скрнављење цркава, манастира и других црквених објеката.[1]

Ево и неких примера и записа који говоре о стању у Призрену, 1949. године: „Манастир светог Марка порушен, његове зграде потпуно уништене, шума посечена, звонара упропашћена и два звона однета. Овај злочин су извршили сељаци Арнаути из села Кабаша“, а на оно што није довршено, рушитељи су се више пута враћали.
Атаковања на Српску православну цркву и њене светиње нарочито су учестала и била све жешћа после 1968. године. Ево примера неких од жешћих атаковања: према извештају групе православних верника од 7. маја 1969. у Великом Трнову код Бујановца, потпуно је девастирана црква Св. цара Константина и царице Јелене.

Како би стао на пут овим немилим догађајима на Косову и Метохији, Свети архијерејски сабора је 19. маја 1969. године, упутио званичну представку председнику СФРЈ Јосипу Брозу Титу, у којој је истакао да су непрекидним нападима нарушена начела слободе, живљења и вероисповести на овом простору и затражио заштиту. На овај допис Јосип Броз Тито одговорио је 23. маја исте године:
„Примио сам ваше писмо од 19. маја, у коме ме обавјештавате да је у Социјалистичкој Аутономној Покрајини Косово било изгреда према Српској православној цркви и њеним припадницима. Изражавам своје жаљење због поступака, који су наведени у вашем писму, а који представљају повреду Устава СФРЈ. Као Председник Социјалистичке Федеративне Републике Југославије учинићу све да се спрече изгреди и незаконити поступци, те да се обезбједи слободан живот и интегритет свих грађана, као и сигурност њихове имовине. Ваше писмо, заједно са мојим гледиштем о потреби предузимања од-лучних мјера за заштиту законитости, доставићу Извршном вијећу Скупштине Социјалистичке Републике Србије“.
Међутим следиле су нове девастирања и скрнављења православних храмова, ево неких примера:
- У марту 1972. године разваљена су врата на цркви у селу Винарце код Косовске Митровице, и у црквену порту убачено је смеће.
- У ноћи између 15 и 16 марта 1981. године запаљен је стари конак Пећке патријаршије.
- Током 28. априла 1981. на цркви Св. цара Уроша у Урошевцу разбијено је 10 прозора.[12]

Атаковања на Српску православну цркву спочетка 80-тих година 20. века бивала су све чешћа и жешћа, да би кулминирала, после Титове смрти, када је у ноћи између 15. и 16. марта 1981. године запаљен стари конак манастира Пећке патријаршије Пећке патријаршије. А према детаљном Извештају надлежног свештеника из Манастир светог Марка у Призрену, 1982. године, унутрашњост овог манастирског храма је потпуно уништена:
„У цркви иконостас који је 1973. године делимично спаљен сада више не постоји“.